# Hawaiki

Rutes de migració dels polinesis, inicialment des de l'oest

Hawaiki o Havaiki és una illa mítica on el polinesis situen el seu origen. Les llegendes expliquen que les ànimes dels polinesis tornen a Hawaiki després de la mort.
El nom d'aquesta illa imaginària es pot trobar també amb les formes: Havaiki, Havaiʻi o Hawaiti. La forma Hawaiki és la més usual, d'origen maori. Lingüísticament, s'ha reconstruït el terme en el protopolinesi * sawaiki.
S'ha relacionat el nom de Hawaiki amb els noms de les illes Hawaiʻi (la k és substituïda per una oclusiva glotal sorda), i la Savai'i de Samoa (la s convertida en una h aspirada). A les illes de la Societat, Raiatea era considerada antigament com una illa sagrada i coneguda amb el nom de Havai'i. A les illes Tuamotu, Havaiki o Havai'i era l'actual Fakarava.
Les llegendes expliquen que Hawaiki està situada a l'oest. És l'illa de partida des d'on van migrar els polinesis cap a diferents illes i, particularment, són vives les llegendes de la migració dels maoris a Aotearoa (Nova Zelanda) amb set barques que fundaren les set tribus originàries. Es diu que les ànimes dels morts surten des del cap Reinga, situat a l'extrem nord-oest de l'illa del Nord, cap a Hawaiki. S. Percy Smith en el llibre Hawaiki, the original homeland of the Maori (1908) suggereix la localització de Hawaiki a Java. Actualment es tendeix a no donar crèdit literal a les llegendes.